# Erazmus
Az Erazmus görög eredetű név, jelentése szeretett, óhajtott (vagy szeretetreméltó).

## Rokon nevek
- Razmus:[1] az Erazmus német rövidülése.[3]
- Rézmán:[1] az Erazmus német eredetű, régi magyar alakváltozata.[4]

## Gyakorisága
Az 1990-es években az Erazmus, Razmus és Rézmán szórványos név volt, a 2000-es években nem szerepelnek a 100 leggyakoribb férfinév között.

## Névnapok
Erazmus, Razmus, Rézmán
- június 2.[2]

## Híres Erazmusok, Razmusok, Rézmánok
- Nyárády Erazmus Gyula magyar botanikus
- Rotterdami Erasmus, németalföldi humanista tudós, filozófus, szerzetes, teológus
- Andreas Teufel győri generális
- Erasmus von Teufel (?-1552) hadvezér